# سيدي ولد محمد لحبيب
سيدي ولد محمد لحبيب  أيضا ولد أمبيريكة نسبة إلى أمه أمبيريكة منت عمير  وهو أكبر أبناء الأمير محمدلحبيب تولى الإمارة بعد مقتله 1860 م واستمر في حكم الإمارة عشر سنين بعده و اشتهر بالعدل وحب العلماء وتقديرهم و استمر على نفس السياسة مع الفرنسيين و على عهده مهم طبقا للإتفاقية التي أبرمها أبوه معهم بخصوص التبادل التجاري.